# パームビーチ (フロリダ州)

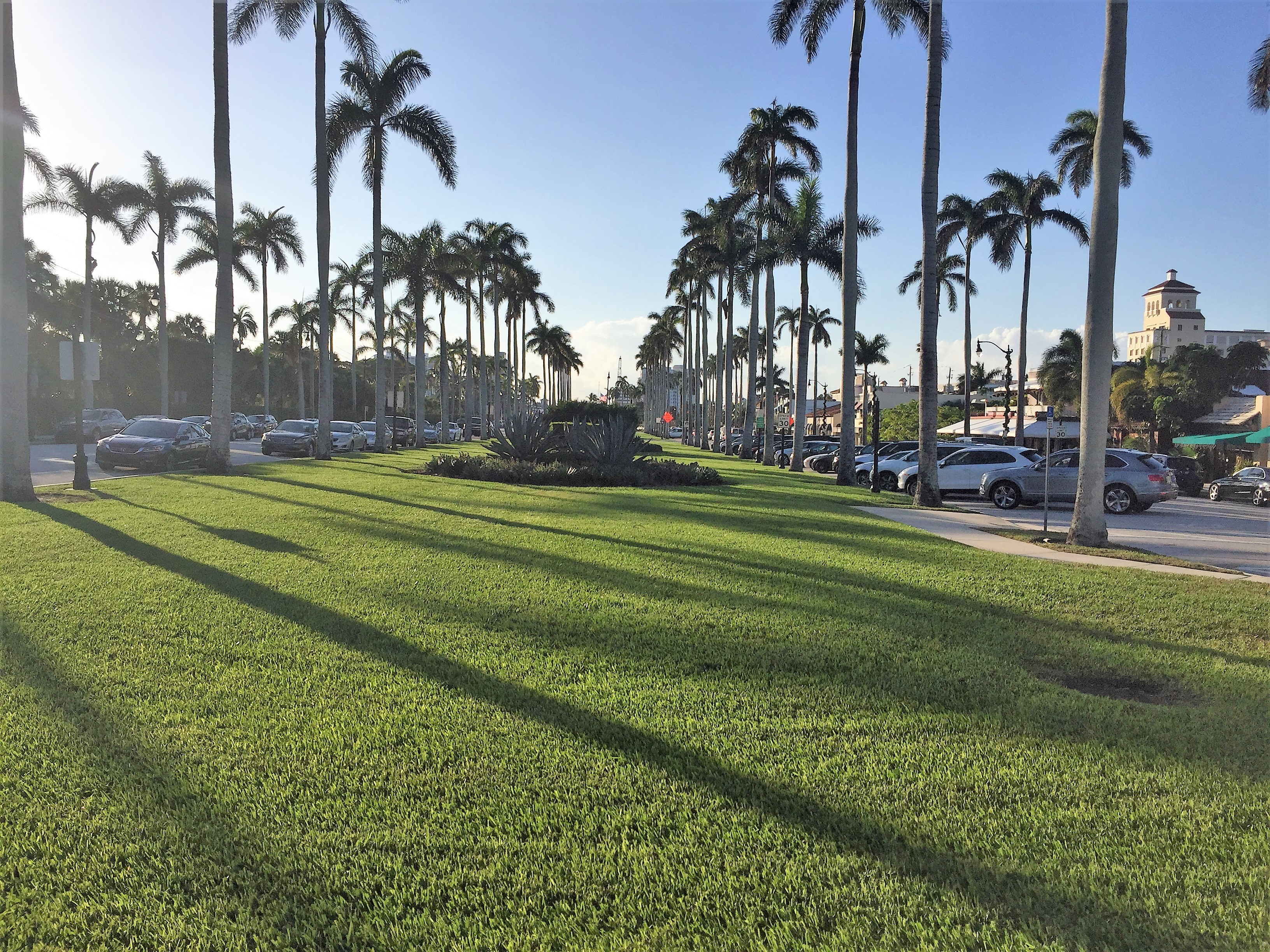
ヤシの木の並木

パームビーチ（Palm Beach）は、アメリカ合衆国フロリダ州南東部に位置する町。人口は9,245人（2020年）。マイアミの北100km、ウェストパームビーチとワース湖（Lake Worth）を隔てた砂洲の上に位置する。
ウェストパームビーチが南フロリダ大都市圏の北端をなす商工業都市であるのに対し、このパームビーチは富裕層の別荘地・リゾート地としての性格を持っている。故に住民の平均所得は高く、人口1人あたり100,000ドルを超える。2003年、ロブ・レポート誌（Robb Report）はパームビーチを「全米で最も住みやすい都市」に選んだ。

## 歴史
1878年、ハバナからバルセロナへココナッツを運んでいたスペインの船が難破し、この砂洲にたどり着いた。期せずしてこの砂洲への最初の入植者となったスペイン人たちは、船の名前を取ってこの砂洲をプロビデンシア（Providencia）と名付け、商業的なココナッツ栽培の拠点とするべく、この熱帯の砂洲にココナッツを植え始めた。
やがてフロリダの鉄道王ヘンリー・フラッグラー（Henry Flagler）がこの地に目をつけ、この砂洲の土地を次々と購入していった。フラッグラーはこの地をリゾートとして開発すべく、まずフロリダ東海岸鉄道を引いて交通の便を整えた。そして、ロイヤル・ポインセチア・ホテル（Royal Poinciana Hotel）とブレイカーズ・ホテル（Breakers Hotel）という2軒の高級ホテルを建てた。対岸にはその2軒のホテルの従業員が住むための町としてウェストパームビーチを建設した。本土側のウェストパームビーチは、1920年代の建設ブームによって商工業都市へと発展していった。
1902年には、フラッグラーはパームビーチにホワイトホール（Whitehall）という自らの邸宅を建てた。現在では、ホワイトホールは博物館になっている（後述）。1911年4月17日、パームビーチは正式な町になった。1929年、ガーデン・クラブ・オブ・パーム・ビーチ（Garden Club of Palm Beach）が町に加わり、正式に都市計画の後援団体となった。その後現在に至るまで、パームビーチは戦略的かつ包括的な都市計画のもとに、都市の質と美観を保っている。

## 地理
パームビーチは北緯26度42分54秒西経80度2分22秒に位置している。町はワース湖と大西洋に挟まれた、南北25kmに及ぶ砂州の上につくられている。砂洲の幅は広いところでも東西800mほどである。砂洲と対岸のウェストパームビーチとは2本の橋で結ばれている。 
アメリカ合衆国統計局によると、パームビーチ町は総面積27.0km²（10.4mi²）である。このうち10.2km²（3.9mi²）が陸地で16.9km²（6.5mi²）が水域である。総面積の62.45%が水域となっている。
フロリダ州の大西洋岸のビーチリゾートを結ぶ州道A1Aがパームビーチの中心部を南北に貫いている。町の中心部は砂洲の一番広い部分につくられ、道路が碁盤の目のように整然と区画されている。オーシャン大通り（Ocean Boulevard）には富裕層やセレブリティの豪邸や別荘が建ち並んでいる。大西洋のビーチのほとんどはこれらの邸宅・別荘のプライベート・ビーチ（私有地）である。ワース通り（Worth Avenue）は「南のロデオ・ドライブ」と呼ばれ、高級ショップが並ぶ。また、町の北と南に2ヶ所のカントリークラブがある。
パームビーチの気候は蒸し暑い夏と温暖で比較的乾燥した冬に特徴付けられる。夏の日中は摂氏30度を超える。冬でも最高気温は摂氏25度を超え、夜でも摂氏10度以下に下がることはまれである。5月から10月にかけては雨が多く、ハリケーンが上陸することもある。ケッペンの気候区分ではAm（熱帯モンスーン気候）に属する。この気候故にリタイア層が集まる町でもあり、常住者の半数以上が65歳以上の老人である。

## 名所
- フラッグラー博物館（Flagler Museum） - もとは55もの部屋を持つヘンリー・フラッグラーの邸宅、ホワイトホール（Whitehall）であった。フラッグラーの死後はホテルとして使われていたが、1960年にフラッグラーの孫娘がこの邸宅を寄贈し、博物館として公開した。
- フォー・アーツ・ガーデンズ（Four Arts Gardens） - ギャラリー、コンサートホール、図書館を有する植物園。1938年に開園した。
- マー・アー・ラゴ（Mar-A-Lago） - マージョリー・ポスト（Marjorie Post）の邸宅。国際赤十字の舞踏会場として使われ、世界中から多額の寄付をしている富裕層が集まる。現在の所有者はドナルド・トランプ。

## 交通
パームビーチの玄関口となる空港は対岸のウェストパームビーチに位置するパームビーチ国際空港である。同空港はマイアミ国際空港やフォートローダーデール・ハリウッド国際空港と並んで南フロリダ大都市圏の3大空港のひとつであり、全米からの航空機の便が発着する。特に感謝祭やクリスマスの時期には、これら3空港は寒い北部や東部からの避寒客で混雑する。
ウェストパームビーチ駅にはアムトラックやトライレールの列車が停車する。グレイハウンドのバスターミナルもあり、フロリダ州内外の各都市との交通の拠点になっている。州間高速道路95号線はウェストパームビーチの西側を通っている。

## 人口動勢
以下は2000年の国勢調査における人口統計データである。なお、以下の各数値は住居数と住居密度を除き、常住者のみに関してのものである。
基礎データ
- 人口: 10,468人
- 世帯数: 5,789世帯
- 家族数: 3,021家族
- 人口密度: 1,031.1人/km²（2,669.2人/mi²）
- 住居数: 9,948軒
- 住居密度: 979.8軒/km²（2,536.6軒/mi²）

人種別人口構成
- 白人: 96.00%
- アフリカン・アメリカン: 2.57%
- ネイティブ・アメリカン: 0.04%
- アジア人: 0.53%
- 太平洋諸島系: 0.02%
- その他の人種: 0.21%
- 混血: 0.63%
- ヒスパニック・ラテン系: 2.56%

年齢別人口構成
- 18歳未満: 9.4%
- 18-24歳: 1.5%
- 25-44歳: 11.5%
- 45-64歳: 25.0%
- 65歳以上: 52.6%
- 年齢の中央値: 67歳
- 性比（女性100人あたり男性の人口）
  - 総人口: 79.3
  - 18歳以上: 77.0

世帯と家族（対世帯数）
- 18歳未満の子供がいる: 7.7%
- 結婚・同居している夫婦: 48.1%
- 未婚・離婚・死別女性が世帯主: 3.3%
- 非家族世帯: 47.8%
- 単身世帯: 42.6%
- 65歳以上の老人1人暮らし: 27.6%
- 平均構成人数
  - 世帯: 1.81人
  - 家族: 2.38人

収入と家計
- 収入の中央値
  - 世帯: 94,562米ドル
  - 家族: 137,867米ドル
  - 性別
    - 男性: 71,685米ドル
    - 女性: 42,875米ドル
- 人口1人あたり収入: 109,219米ドル
- 貧困線以下
  - 対人口: 5.3%
  - 対家族数: 2.4%
  - 18歳未満: 4.6%
  - 65歳以上: 2.9%